# Operacja petsamsko-kirkeneska
Operacja petsamsko–kirkeneska – strategiczna operacja zaczepna Armii Czerwonej na froncie wschodnim, rozgrywająca się w dniach od 7 do 29 października 1944 roku. W jej wyniku odepchnięto siły niemieckiej 20 Armii Górskiej i zajęto północną część Norwegii i Finlandii.
Operacja petsamsko–kirkeneska zaliczana jest do dziesięciu stalinowskich uderzeń – najważniejszych zwycięskich operacji strategicznych, przeprowadzonych przez Armię Czerwoną w 1944.

## Strony konfliktu w przededniu operacji

### Finlandia
Po zerwaniu sojuszu pomiędzy III Rzeszą a Finlandią w dniu 4 września 1944 i podpisaniu rozejmu z ZSRR w dniu 19 września, wojska fińskie przeszły do operacji usuwania jednostek niemieckich z północnej części kraju. Efektem tych walk było usunięcie wojsk niemieckich z regionu Kemi i Tornio.

### ZSRR

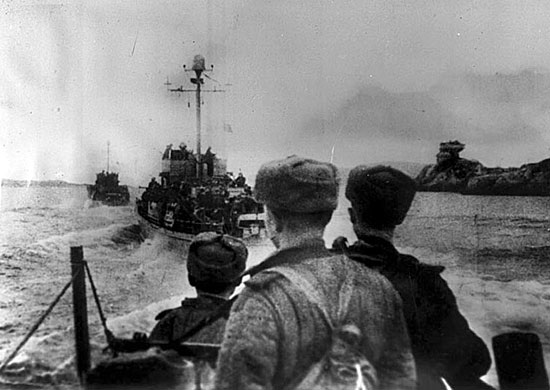
Desant Armii Czerwonej na Kirkenesie

Armia Czerwonaa prowadziła stałe rozpoznanie potencjalnego obszaru walk już od grudnia 1941. Efektem tych działań było ustalenie najkorzystniejszego sposobu przełamania obrony XIX Korpusu Górskiego, na froncie 2 Dywizji Strzelców Górskich. Dodatkowo w przededniu operacji 14 Armię wzmocniono licznymi jednostkami ściągniętymi głównie z pasa działań 7 Armii.

### III Rzesza
W związku z utratą fińskiego sojusznika, Niemcy rozpoczęli przygotowania do wycofania 20 Armii Górskiej do Norwegii, jednocześnie XIX Korpus Górski został wzmocniony przez dwudywizjonową brygadę rozpoznawczą „Norwegia”. Głębokość pozycji obronnych XIX Korpusu sięgała 100–110 km i składała się z trzech pozycji. W ramach obrony przeciwdesantowej zaminowano wody fiordu Varangerfjorden.

## Walki o Petsamo
Wojska radzieckie rozpoczęły operację 7 października od zmasowanego ostrzału artyleryjskiego niemieckich pozycji. W ciągu trzydniowych walk toczonych w polarnej tundrze przy ciężkich warunkach atmosferycznych, ograniczających użycie lotnictwa, wojska radzieckie przebiły się przez pierwsze 16 km obrony niemieckiej. Równocześnie działania rozpoczęła Flota Północna wyrzucając dywersyjne desanty na południowym wybrzeżu zatoki Motowskiej. 9 października na półwyspie Średnim lądowała 63 Brygada piechoty morskiej. 10 października dowództwo niemieckie dostrzegło groźbę okrążenia Petsamo od północy, w związku z czym rozpoczęto szybki odwrót jednostek XIX Korpusu Górskiego. Wykorzystując ciężką sytuację przeciwnika jednostki 14 Armii przeszły do pościgu i dnia 15 października zajęły Petsamo. 18 października, po wznowieniu natarcia, Armia Czerwona przełamała pozycje niemieckie w rejonie Paatsjoki.

## Działania wojsk fińskich
Po wycofaniu się jednostek 20 Armii Górskiej, wojska fińskie zajęły 16 października Rovaniemi, a z dniem 5 listopada uzyskały styczność z czołowymi elementami 14 Armii.

## Walki w północnej Norwegii

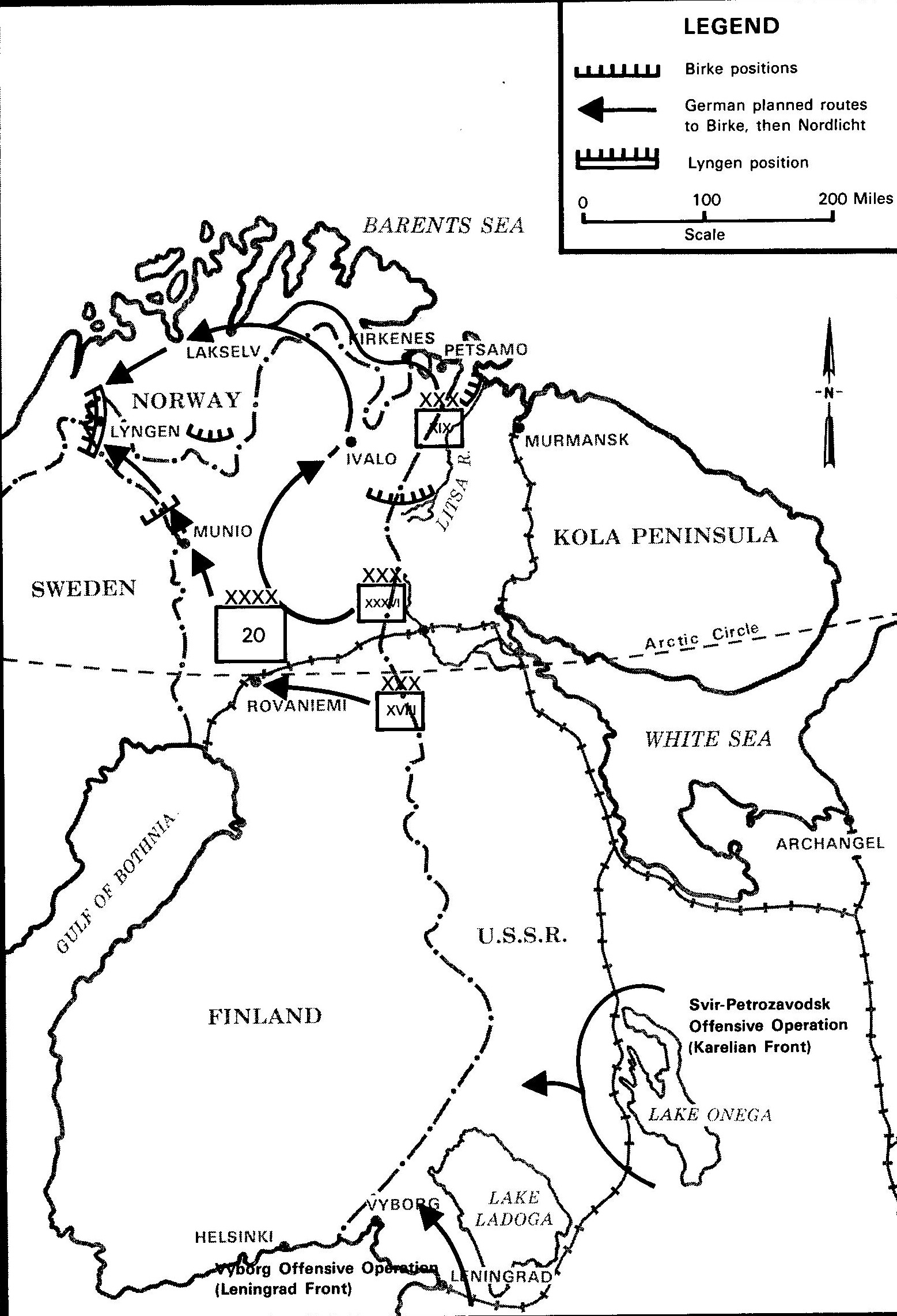
Odwrót niemiecki z Finlandii do Norwegii w ramach operacji Nordlicht

Od 22 października trwały walki na terytoriach norweskich, 25 października wyzwolono Kirkenes a 27 Neiden. W związku z pośpiesznym odwrotem XIX Korpusu, cała 20 Armia rozpoczęła wycofywanie się w rejon Narwiku, stosując jednocześnie taktykę spalonej ziemi. Armia Czerwona działała na terytorium norweskim na podstawie umowy z dnia 17 maja 1944, podpisanej przez rządy ZSRR, Wielkiej Brytanii, Norwegii i USA, przewidującej wyzwolenie tego kraju przez aliantów.

## Konsekwencje ofensywy
Opanowanie Petsamo i Kirkenes zamknęło okres najcięższych walk na północnym teatrze działań. 15 listopada rozwiązano Front Karelski, a 14 Armię podporządkowano bezpośrednio Kwaterze Głównej Naczelnego Dowództwa (Stawce). Część jej sił skierowano do 19 Armii, która wzięła udział w walkach o polskie Pomorze. Wraz z wyparciem Niemców z północy Norwegii Flota Czerwona zyskała dogodne bazy w fiordzie Varangerfjorden do operacji przeciwko Kriegsmarine oraz odsunięto zagrożenie bombardowaniami Murmańska. Zajęcie Kirkenes zaktywizowało działania norweskiego ruchu oporu, współpracującego z Armią Czerwoną. Kiriłł Mierieckow za przeprowadzenie tej operacji dnia 26 października awansowany został do rangi Marszałka Związku Radzieckiego.